# Katja Wolf
Katja Wolf (ur. 7 marca 1976 w Erfurcie) – niemiecka polityk, działaczka Sojuszu Sahry Wagenknecht (BSW), w latach 2012–2024 nadburmistrz Eisenachu, minister i wicepremier w rządzie Turyngii, członek Bundesratu.

## Życiorys
W 1994 roku ukończyła szkołę średnią, uzyskując maturę. Następnie podjęła studia z zakresu pedagogiki społecznej i pracy socjalnej w Wyższej Szkole Zawodowej w Erfurcie, które zakończyła w 1999 roku uzyskaniem tytułu dyplomowanej pedagożki społecznej.
Od 1992 do 2024 roku była członkinią partii Die Linke (wcześniej PDS). W 1999 roku po raz pierwszy została wybrana do landtagu Turyngii, w którym zasiadała nieprzerwanie do 2012 roku. W tym samym roku została wybrana na urząd nadburmistrza miasta Eisenach, który sprawowała przez dwie kadencje – do 2024 roku.
W 2024 roku przystąpiła do Sojuszu Sahry Wagenknecht (BSW), obejmując funkcję przewodniczącej struktur krajowych tej partii w Turyngii. Po wyborach landowych została ponownie wybrana do landtagu, a 13 grudnia 2024 roku powołano ją na stanowisko ministra finansów Turyngii oraz zastępczynię premiera. Tego samego dnia została także przedstawicielką Turyngii w Bundesracie.